# Anambodera lucernae
Anambodera lucernae är en skalbaggsart som först beskrevs av Knull 1973.  Anambodera lucernae ingår i släktet Anambodera och familjen praktbaggar. Inga underarter finns listade i Catalogue of Life.